# 回頭
| ウィキペディアには「回頭」という見出しの百科事典記事はありません（タイトルに「回頭」を含むページの一覧/「回頭」で始まるページの一覧）。 代わりにウィクショナリーのページ「回頭」が役に立つかもしれません。 |